# Nunasvaara Södra
Nunasvaara Södra är ett gruvprojekt i Kiruna kommun. Det är en planerad, men ännu (januari 2025) ej beslutad,
grafitgruva nära sjön Hosiojärvi, omkring tio kilometer väster om tätorten Vittangi, för vilken det australiska Talga Group 2024 fått bearbetningskoncession av Bergsstaten samt miljötillstånd av Mark- och miljödomstolen vid Umeå tingsrätt. Detaljplanearbete pågår (början av 2025). Fyndigheten Nunasvaara är en av fyra fyndigheter inom ett område, där Talga Group har prospekterat: Nunasvaaara Södra, Nunasvaara Norra, Niska Södra och Niska Norra.
Gruvverksamheten omfattar brytning i dagbrott av upp till 120.000 ton malm och anrikning av denna. Detta möjliggör årlig produktion på omkring 25.000 ton grafit. Gruvan beräknades 2024, med den kunskap som då fanns om malmens utbredning, ha en livslängd på omkring 24-25 år.
Grafiten är planerad att processas till anodmaterial för litiumbatterier i en av Talga Group driven fullskalefabrik på Hertsön i Luleå företagsområde, för vilken inledande markförberedelser påbörjades i september 2023.
Gruvverksamheten har möjlig negativ påverkan på den rennäring, som bedrivs inom Talma och Gabna samebyar. Borrning, sprängning och hantering av gråberg ska med hänsyn till rennäringen att begränsas till juni-november, medan anrikning, extern transport och hantering av anrikningssand kommer att ske året runt.